# Lee Hollis

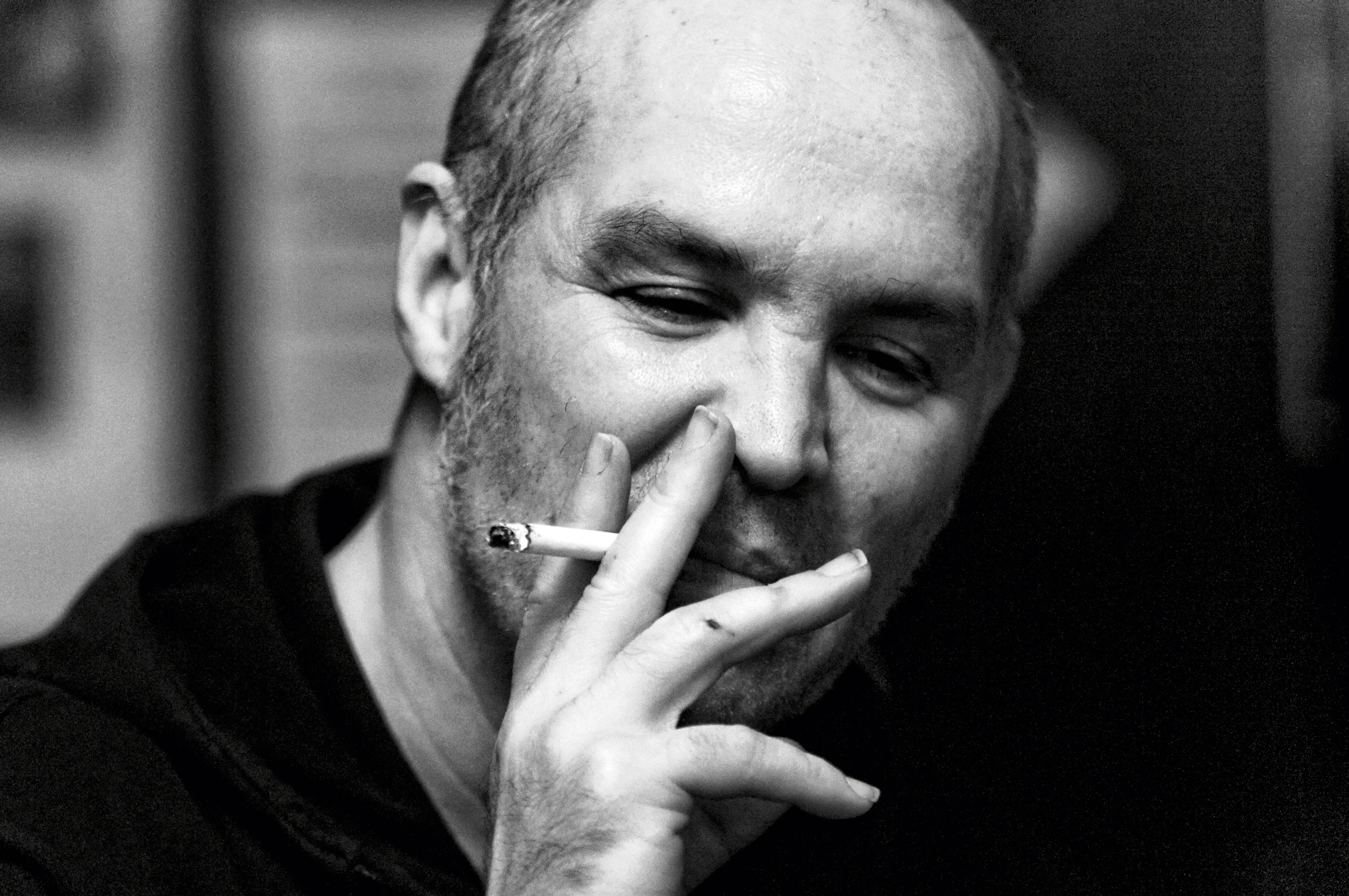
Lee Hollis (2012)

Lee Hobson Hollis (* 1963) ist ein US-amerikanischer Punkrock-Sänger und Autor.

## Leben
Hollis trat als Jugendlicher auf Druck seiner Eltern dem US-Militär bei und wurde mit 18 Jahren in Denver stationiert. Eine Versetzung nach Deutschland scheiterte zunächst an einem Eintrag seiner Personalakte – er hatte während seiner Arbeitszeit ein Black-Flag-Konzert besucht. Im Anschluss an den Militärdienst absolvierte er ein Kunststudium und trat wiederum der Armee bei, diesmal als Grafiker. Anfang der 1980er-Jahre wurde er in Kaiserslautern stationiert.
In Kaiserslautern entdeckte Hollis die örtliche Punk- und Hardcore-Szene und wurde 1983 Sänger der Bands Spermbirds und Walter Elf, danach von 2BAD und 1990 von Ankry Simons, aus der 1995 die Band Steakknife hervorging. Er wirkte auch am Punk-Fanzine Zap von Moses Arndt mit.
Er veröffentlichte seit den 1990er-Jahren einige Bücher mit englischsprachigen Kurzgeschichten und hält gelegentlich Lesungen ab. Hollis lebt seit 1995 in Saarbrücken und arbeitet als Barkeeper in der Bar Karate Klub Meier.

## Rezeption
Die Berliner Tageszeitung bezeichnet Hollis’ Prosa als „Kurzgeschichten im einfachen Erzählstil“, die auf das Wesentliche reduziert sein und „schrullig und munter drauflosfabuliert“ wirkten. Seine Texte seien „befreit vom kunstgewerblerischen Pathos“ und hätten eine „charismatischen Eigenart (und) einen sonderbaren Sound“.

## Werke
- Driving In A Dead Man´s Car (Ventil Verlag, 1996)
- Got To Land Somewhere (Ventil Verlag, 1998)
- Monsters! (Ventil Verlag, 1999)
- Strategy For Victory (Ventil Verlag, 2007)
- Many Injured, More Dead: Short Stories (Ventil Verlag, 2017)

## Diskografie (Auszug)
Solo

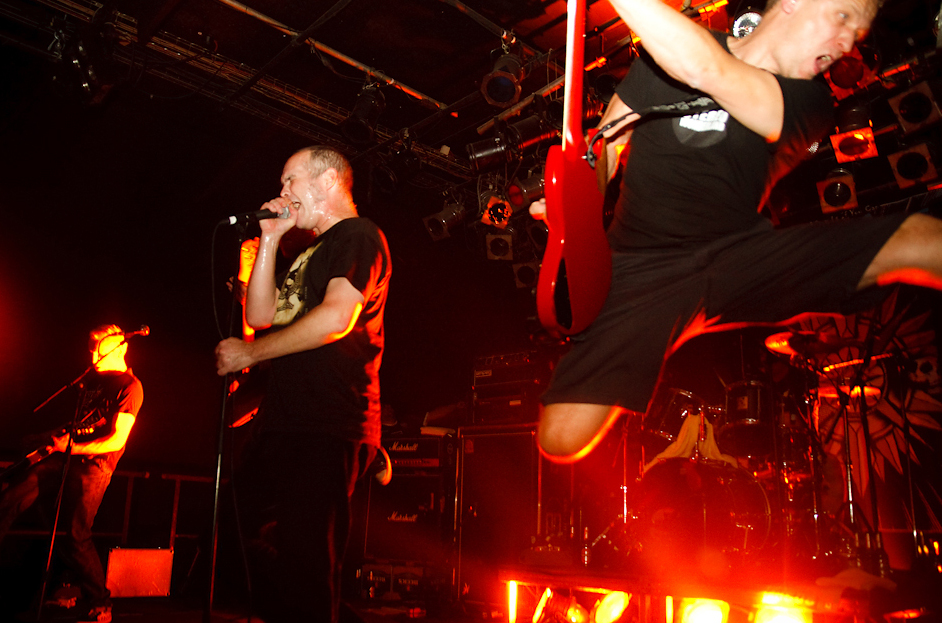
Lee Hollis mit den Spermbirds (2010)

- 1998: Selling the Ghetto (Mundraub)

Mit 2 Bad
- 1988: Get Fat & Die (X-Mist Records)
- 1990: Idiot Tree (X-Mist Records)
- 1993: Answermachine (X-Mist Records)

Mit Spermbirds
- 1986: Something to Prove (We Bite Records)
- 1988: Nothing is Easy (We Bite Records)
- 1990: Common Thread (Rookie Records)
- 1992: Joe (EP, X-Mist Records)
- 1992: Eating Glass (X-Mist Records)
- 2004: Set an Example (Common Thread Records)
- 2010: A Columbus Feeling (Rookie Records)
- 2019: Go To Hell Then Turn Left (Rookie Records, Boss Tuneage)

Mit Steakknife
- 1995: God Pill (X-Mist Records)
- 1997: Songs Men Have Died For (Steakhouse Records)
- 2000: Plugged into the Amp of God (Noisolution)
- 2006: Parallel Universe of the Dead (Rookie Records)
- 2015: One Eyed Bomb (Rookie Records)